# أونيدا (نيويورك)
أونيدا (بالإنجليزية: Oneida, New York) هي مدينة تقع في الولايات المتحدة في مقاطعة ماديسون، نيويورك. يقدر عدد سكانها بـ 11,263 نسمة ومساحتها 57.2 كم2 ووترتفع عن سطح البحر 131 متر.

## التركيبة السكانية
حدّد مكتب تعداد الولايات المتحدة بيانات التركيبة السكانية لأونيدا في تعداد الولايات المتحدة. في ما يلي، التركيبة السكانية حسب تعدادي 2000 و2010.

### تعداد عام 2000
بلغ عدد سكان أونيدا 10,987 نسمة بحسب تعداد عام 2000، وبلغ عدد الأسر 4,430 أسرة وعدد العائلات 2,726 عائلة مقيمة في المدينة. في حين سجلت الكثافة السكانية 191.6 نسمة لكل كيلومتر مربع (496.2/ميل2). وبلغ عدد الوحدات السكنية 4,672 وحدة بمتوسط كثافة قدره 81.5 لكل كيلومتر مربع (211.1/ميل2).
وتوزع التركيب العرقي للمدينة بنسبة 96.29% من البيض و0.80% من الأمريكيين الأفارقة و1.39% من الأمريكيين الأصليين و0.46% من الأمريكيين ذوي الأصول الآسيوية و0.02% من سكان جزر المحيط الهادئ و0.18% من الأعراق الأخرى و0.86% من عرقين مختلطين أو أكثر و0.84% من الهسبانيون أو اللاتينيون من أي عرق.
بلغ عدد الأسر 4,430 أسرة كانت نسبة 34.1% منها لديها أطفال تحت سن الثامنة عشر تعيش معهم، وبلغت نسبة الأزواج القاطنين مع بعضهم البعض 45.3% من أصل المجموع الكلي للأسر، ونسبة 11.9% من الأسر كان لديها معيلات من الإناث دون وجود شريك، بينما كانت نسبة 4.3% من الأسر لديها معيلون من الذكور دون وجود شريكة وكانت نسبة 38.5% من غير العائلات. تألفت نسبة 32% من أصل جميع الأسر من عدة أفراد يعيشون في نفس المنزل ونسبة 13.5% كانت تتألف من شخص يعيش بمفرده يبلغ من العمر 65 عاماً أو أكثر. وبلغ متوسط حجم الأسرة المعيشية 2.40، أما متوسط حجم العائلات فبلغ 3.03.
بلغ العمر الوسطي للسكان 36.9 عاماً. وكانت نسبة 25% من القاطنين تحت سن الثامنة عشر، وكانت نسبة 7.6% بين الثامنة عشر والرابعة والعشرين عاماً، ونسبة 29.2% كانت واقعةً في الفئة العمرية ما بين الخامسة والعشرين والرابعة والأربعين عاماً، ونسبة 21.6% كانت ما بين الخامسة والأربعين والرابعة والستين، ونسبة 13.2% كانت ضمن فئة الخامسة والستين عاماً فما فوق. يوجد لكل 100 أنثى 92.3 ذكر، ويوجد لكل 100 أنثى في الثامنة عشر من عمرها فما فوق 88.5 ذكر.
بلغ متوسط دخل الأسرة في المدينة 35,365 دولارًا، أما متوسط دخل العائلة فبلغ 45,242 دولارًا. وكان متوسط دخل الذكور 31,244 دولارًا مقابل 23,846 دولارًا للإناث. وسجل دخل الفرد الخاص بالمدينة 18,966 دولارًا. وكانت نسبة 8.8% من العائلات ونسبة 12.5% من السكان تحت خط الفقر، وكان من هؤلاء نسبة 12.5% تحت سن الثامنة عشر ونسبة 10.6% في الخامسة والستين من العمر وما فوق.

### تعداد عام 2010
بلغ عدد سكان أونيدا 11,393 نسمة بحسب تعداد عام 2010، وبلغ عدد الأسر 4,739 أسرة وعدد العائلات 2,814 عائلة مقيمة في المدينة. في حين سجلت الكثافة السكانية 198.7 نسمة لكل كيلومتر مربع (514.6/ميل2). وبلغ عدد الوحدات السكنية 5,055 وحدة بمتوسط كثافة قدره 88.2 لكل كيلومتر مربع (228.4/ميل2).
وتوزع التركيب العرقي للمدينة بنسبة 94.11% من البيض و1.21% من الأمريكيين الأفارقة و2.05% من الأمريكيين الأصليين و0.76% من الأمريكيين ذوي الأصول الآسيوية و0.04% من سكان جزر المحيط الهادئ و0.34% من الأعراق الأخرى و1.48% من عرقين مختلطين أو أكثر و1.45% من الهسبانيون أو اللاتينيون من أي عرق.
بلغ عدد الأسر 4,739 أسرة كانت نسبة 30.6% منها لديها أطفال تحت سن الثامنة عشر تعيش معهم، وبلغت نسبة الأزواج القاطنين مع بعضهم البعض 40.3% من أصل المجموع الكلي للأسر، ونسبة 13.7% من الأسر كان لديها معيلات من الإناث دون وجود شريك، بينما كانت نسبة 5.4% من الأسر لديها معيلون من الذكور دون وجود شريكة وكانت نسبة 40.6% من غير العائلات. تألفت نسبة 33.1% من أصل جميع الأسر من عدة أفراد يعيشون في نفس المنزل ونسبة 12.2% كانت تتألف من شخص يعيش بمفرده يبلغ من العمر 65 عاماً أو أكثر. وبلغ متوسط حجم الأسرة المعيشية 2.34، أما متوسط حجم العائلات فبلغ 2.98.
بلغ العمر الوسطي للسكان 40.4 عاماً. وكانت نسبة 23.6% من القاطنين تحت سن الثامنة عشر، وكانت نسبة 7.9% بين الثامنة عشر والرابعة والعشرين عاماً، ونسبة 25.5% كانت واقعةً في الفئة العمرية ما بين الخامسة والعشرين والرابعة والأربعين عاماً، ونسبة 28.4% كانت ما بين الخامسة والأربعين والرابعة والستين، ونسبة 14.6% كانت ضمن فئة الخامسة والستين عاماً فما فوق. وتوزع التركيب الجنسي للسكان بنسبة 48.4% ذكور و51.6% إناث.

## أعلام
- تشارلز ن. هنتر
- كينيث هايز ميلر
- بيت رينولدز
- ألفرد مارسي
- جيمس هاو
- كرايغ داربي